# Reserva Natural de Kukka
A Reserva Natural de Kukka é uma reserva natural localizada no condado de Hiiu, na Estónia.
A área da reserva natural é de 169 hectares.
A área protegida foi fundada em 1998 com base na Área de Conservação da Paisagem de Kukka.